# Mas de Barberans
Mas de Barberans è un comune spagnolo di 682 abitanti situato nella comunità autonoma della Catalogna.